# Кастем-хаус (станція)
51°30′35″ пн. ш. 0°01′33″ сх. д. / 51.509638888889° пн. ш. 0.025894444444444° сх. д.
Кастем-хаус або Кастом-хаус-фор-Ексел (англ. Custom House або Custom House for ExCeL) — станція на DLR та Elizabeth line, у лондонському районі Ньюгем, Лондон, Англія, поруч з ExCeL London
Розташована у 3-й тарифній зоні. 

## Історія
- 26 листопада 1855: відкриття станції у складі Eastern Counties Railway[en]
- 28 березня 1994: відкриття трафіку DLR
- 9 грудня 2006: припинення трафіку North London Line
- 24 травня 2022: відкриття трафіку Elizabeth line

## Операції
| Попередня станція                           | Лінія | Лінія                    | Лінія | Наступна станція            |
| ------------------------------------------- | ----- | ------------------------ | ----- | --------------------------- |
| Роял-Вікторія до Бенк або Тауер-Гейтвей     |       | Доклендське легке метро  |       | Принс-Риджент до Бектон     |
| Кенері-Ворф до Редінг або Хітроу-Центральне |       | Crossrail Elizabeth line |       | Вулвіч Аббі-вуд або Шенфілд |